# آنا هال (بازیکن فوتبال)
آنا هال (انگلیسی: Anna Hall؛ زادهٔ ۲۱ آوریل ۱۹۷۹) بازیکن فوتبال اهل سوئد است.